# Eustrotia nigricostata
Eustrotia nigricostata là một loài bướm đêm trong họ Noctuidae.